# Santa Rosa de Cuevo
Santa Rosa de Cuevo ist eine Ortschaft im Departamento Chuquisaca im Tiefland des südamerikanischen Anden-Staates Bolivien.

## Lage im Nahraum
Santa Rosa de Cuevo ist zentraler Ort des Kanton Santa Rosa im Municipio Huacaya in der Provinz Luis Calvo. Die Ortschaft liegt auf einer Höhe von 1070 m an einem Zufluss zum Río Cuevo, der vier Kilometer weiter nördlich bei Cuevo die Ortschaft passiert und etwa 120 km weiter östlich im Municipio Boyuibe versickert.

## Geographie
Santa Rosa de Cuevo liegt in den wechselfeuchten Subtropen zwischen der Bergregion der Cordillera de Tajsara o Tarachaca im Westen und dem bolivianischen Chaco im Osten.
Die Jahresdurchschnittstemperatur der Region liegt bei 23 °C (siehe Klimadiagramm Cuevo), die Monatswerte schwanken zwischen 18 °C im Juni und Juli und 26 °C von November und Januar. Das Klima ist semihumid und weist eine deutliche Trockenzeit von Mai bis September mit Monatsniederschlägen von weniger als 20 mm auf; der Jahresniederschlag liegt bei knapp 800 mm, von Dezember bis März werden Monatswerte von 110 bis 160 mm erreicht.

## Verkehrsnetz
Santa Rosa de Cuevo liegt in einer Entfernung von 514 Straßenkilometern südöstlich von Sucre, der Hauptstadt des Departamento Chuquisaca.
Von Sucre aus führt die 976 Kilometer lange Nationalstraße Ruta 6 über Zudáñez, Padilla, Monteagudo, Lagunillas und Camiri nach Boyuibe. Zwanzig Kilometer vor Boyuibe kurz vor der Ortschaft Ibicuati zweigt von der Ruta 6 in südwestlicher Richtung eine unbefestigte Landstraße ab, die den Ort Cuevo nach fünfzehn Kilometern erreicht, und Santa Rosa de Cuevo liegt noch einmal weitere vier Kilometer weiter südlich.

## Bevölkerung
Die Einwohnerzahl der Ortschaft ist in den vergangenen beiden Jahrzehnten nur geringfügig angestiegen:
| Jahr | Einwohner | Quelle       |
| ---- | --------- | ------------ |
| 1992 | 178       | Volkszählung |
| 2001 | 312       | Volkszählung |
| 2012 | 202       | Volkszählung |
| 2024 |           | Volkszählung |

Die Region weist einen deutlichen Anteil an Guaraní-Bevölkerung auf, im Municipio Huacaya sprechen 48,6 Prozent der Bevölkerung die Guaraní-Sprache.